# Lakhsas
Lakhsas (arabiska: الاخصاص) är en stad i Marocko. Den ligger i provinsen Sidi Ifni och regionen Guelmim-Oued Noun, 600 km sydväst om huvudstaden Rabat. Antalet invånare var 4 729 vid folkräkningen 2014.